# Хелуан
Хелуа́н (Хельва́н) — город в Египте на берегу Нила, южный пригород Каира. Расположен неподалёку от древних руин Мемфиса. Население 643 327 жителей (2006).
Климато-бальнеологический курорт. Климат сухой (около 40 мм осадков в год), с жарким летом (средняя температура июля 35,5 °C). Средняя температуры декабря — 16,6 °C, января — 14,8 °C, февраля — 16,5 °C. Лечебные средства: солнечные, воздушные и песочные ванны; термальные (25-33 °C) сероводородные хлоридно-сульфатно-натриевые минеральные источники, воду которых используют для ванн, питья и ингаляций. Лечение заболеваний почек и мочевыводящих путей, органов движения и опоры, кожи, нервной системы, нарушений обмена веществ.

## История
В 1960е годы здесь разрабатывался реактивный самолёт Helwan HA-300.
В 1966 году численность населения города составляла 203,5 тыс. человек.
В начале 1970х годов при содействии СССР в окрестностях города был построен Хелуанский металлургический комбинат (первая очередь которого была введена в эксплуатацию в декабре 1973 года).
В середине 1970х годов основой экономики являлись химическая промышленность (завод удобрений), металлургический комбинат, производство ж/д вагонов, цементный завод и шёлкоткацкая фабрика

## Современное состояние
Действует Астрономическая обсерватория. К северу от города находится Хелуанский университет (англ. en:Helwan University), Эль-Таббинский металлургический институт.

## Транспорт
В городе находится конечная станция первой линии каирского метрополитена и действует трамвай.